# Вучкич, Харис
Харис Вучкич (словен. Haris Vučkić; 21 августа 1992, Любляна, Словения) — словенский футболист, полузащитник клуба «Бурирам Юнайтед». Бывший игрок сборной Словении.

## Клубная карьера
Харис Вучкич родился в Любляне, Словения. С детства играл в футбол и хотел стать профессиональным футболистом. В 16-летнем возрасте был принят в молодёжную академию футбольного клуба «Домжале», откуда позже, в 2008 году был переведен в основной состав клуба. Играл на позициях полузащитника и нападающего. Летом 2009 года скауты английского клуба «Ньюкасл Юнайтед» обнаружили потенциал у молодого футболиста и вскоре купили его.
16 января 2009 года подписал двухлетний контракт с английским «Ньюкаслом». Дебютировал за «сорок» 31 августа 2009, выйдя на замену в домашнем матче Чемпионшипа против «Лестер Сити». 9 января 2011 года продлил своё соглашение с клубом до 30 июня 2016 года..
9 февраля 2012 года Харис был отдан в аренду до конца сезона в «Кардифф Сити», где сыграв пять матчей забил один гол.
В июне 2017 года перешёл в нидерландский «Твенте», подписав с клубом контракт на три года.

## Карьера в сборной
С 2010 по 2012 года Харис выступал за молодёжную сборную Словении до 21 года, куда был приглашен четыре раза. В 2012 году он дебютировал в товарищеском матче против сборной Шотландии.

## Достижения
«Твенте»
- Победитель Первого дивизиона Нидерландов: 2018/19